# Kanton Lugny
Kanton Lugny (francouzsky Canton de Lugny) je francouzský kanton v departementu Saône-et-Loire v regionu Burgundsko. Tvoří ho 16 obcí.

## Obce kantonu
- Azé
- Bissy-la-Mâconnaise
- Burgy
- Chardonnay
- Clessé
- Cruzille
- Fleurville
- Grevilly
- Lugny
- Montbellet
- Péronne
- Saint-Albain
- Saint-Gengoux-de-Scissé
- Saint-Maurice-de-Satonnay
- La Salle
- Viré